# Александра Имс
Александра „Алекс“ Имс је измишљени лик у универзуму "Ред и закон" који тумачи Кетрин Ерб. Имсова се први пут појавила у серији Ред и закон: Злочиначке намере као детективка и ортакиња Роберта Горена (Винсент Д'Онофрио). Након завршетка серије 2011. године, Ербова је поново тумачила своју улогу у две епизоде серије „Ред и закон: Одељење за специјалне жртве“, а њен лик је унапређен у поручницу и сада ради у здруженој градско-савезној скупини за државн безбедност.
Ербова је 2008. године бирана за награду Сателит за најбољу глумицу: телевизијска драмска серија за своју улогу.

## Каријера
Имсова је уписала полицијску академију 1993. Имсин узор сенаторка Морин Паголис говорила је на њеној дипломирању на академији. Пре него што је дошла у Одељење за тешка кривична дела, Имсова је била у Пороцима пет година. Две године од тога, била је стационирана у Челсију. Број њене значке је 5798. Једном приликом када је приказана у одори, носила је америчку заставу и црте са цитатима за године службе, изврсну полицијску дужност, заслужну полицијску дужност и познавање оружја. Другом приликом имала је дугме са ликом Светског трговинског центра и траку за навођење јединице, са заставом и тракама за дужност.

### Ред и закон: Злочиначке намере
У серији Ред и закон: Злочиначке намере, Имсова је детективка Одељења за тешка кривична дела на Менхетну (ОТКД). Док је радила у ОТКД-у, Имсовој је ортак био детектив Роберт Горен, а она је старија ортакиња.
На почетку шесте сезоне, Имсову је отела и мучила Џо Гејџ (Марта Плимптон), ћерка др. Деклана Гејџа (Џон Гловер), Гореновог ментора. Она се спасила и вратила на дужност, али је почела да посећује терапеута како би се изборила са траумом коју је имала.
На крају шесте сезоне, Имсова је радила на случају са детективком Меган Вилер (Џулијан Николсон) који је имао везе са Гореновом непријатељицом Никол Волас (Оливија д'Або). Имсова такође почела да се сарађује и са детективом Зеком Николсом (Џеф Голдблум) у епизоди „Одред“ у осмој сезони пошто је Николсова редовна ортакиња Вилерова отишла на породиљско.
На почетку 9. сезоне у епизоди „Оданост“, њу и Горена је са истраге пар убистава повукао капетан Дени Рос (Ерик Богосијан), за кога нису знали да је радио на тајном задатку за ФБИ на случају једне од жртава. Када је Рос касније убијен, Горен и Имсова су се удружили са Николс и Сереном Стивенс (Сефрон Бароуз) како би пронашли његовог убицу, али их је ФБИ спречио. Горен убрзо улази у физичку свађу са главним осумњиченим што доводи до његовог удаљавања са дужности и Имсине одлуке да му тајно помогне у његовој споредној истрази.

### Ред и закон: Одељење за специјалне жртве
Имсова се појавила у четрнаестој сезони серије Ред и закон: Одељење за специјалне жртве пошто је унапређена у поручницу у здруженој градско-савезној радној скупини за државну безбедност. Појавила се у четвртој епизоди "Прихватљиви губитак" када је ОСЖ сарађивао са Имсовом када је њихова истрага о ланцу трговине сексом открила везу са случајем тероризма на којем је Имсова радила. Она је рекла детективима да се повуку и обавестила их о својој истрази. Када је ОСЖ настави са истрагом о проституцији, Имсова је окривила ОСЖ што ју је натерао да изгуби своју мету. Када је детективка Оливија Бенсон (Мариска Харгитеј) схватила да је једна од наводних проститутки повезана са терористичком завером, капетан Дон Крејген (Ден Флорек) је позвао Имсову, а Бенсонова ју је замолила да им дозволи да раде са њом. Имсова је пристала и заједно су осујетили терористичку заверу. На крају епизоде, Бенсонова је питала Имсову зашто нагиње главу према осумњиченима док их саслушава, а она је одговорила да ју је то научио њен бивши ортак (вероватно Горен). Она је кратко поменула да је њен ортак после 11 година заједничког рада окренуо нови лист, а за њу је било и време за промену. Имсова се вратила да помогне ОСЖ-у да пронађе снајперисту који је повредио детективку Аманду Ролинс (Кели Гидиш) у епизоди „Отровна побуда“.

## Лични и пословни живот
Имсова је дошла у њујоршку полицију да би кренула стопама свог оца Џонија који је такође био полицајац. Имсин млађи брат има троје деце у приватној школи, ради као ватрогасац и ожењен је болничарком. Пошто је њихова тетка ударила Имсиног брата, Имсова је рекла да неће више да је види. У епизоди „Празнина“, осумњичена је осетила њен бес према алкохоличарима и искористила своју рањивост да минира случај против себе. У епизоди „Последња улица на Менхетну“, Имсова је навела да је одрасла и да је ишла у основну школу у Инвуду, насељу на Менхетну. Она такође брине о свом остарелом оцу који још увек тамо живи и жали се да му није дала унуке. Имсова се шали да њен отац има "ирски Алцхајмер" - што значи да се сећа само љутине.
У трећој сезони, Имсова се добровољно јавила да служи као сурогат мајка за бебу своје сестре, а та прича је требало да се поклопи са стварном трудноћом Кетрин Ерб јер је Имсова неудата и није била у вези ни са ким на екрану. Родила је дечака са којим је у блиским односима.

### Џозеф Датон
Имсова је удовица. У изјави за часопис Чикашки суд 2001. године, Ербова је за Имсову рекла: "Њен муж је био полицајац који је погинуо на дужности. Ништа од овога вероватно нећете чути у серији." Међутим, у епизоди „Рат код куће“ из 2006. и у наредним епизодама, сценарио открива да је њен супруг Џозеф Датон убијен 1998. У епизоди „Чистилиште“, на почетку седме сезоне, случај Датон је поново отворен, а она и Горен су открили да је погрешан човек осуђен. ДНК докази указали су на још једног осумњиченог кога су она и Горен касније ухапсили.

## Награде и одликовања
Следе ордење и награде за заслуге које је носио тадашња детективка Имс у епизоди „Оданост“ (2010). У епизоди „Помирења“ (2007), недостаје јој Орден Светског трговинског центра, али носи белу траку са годинама службе која приказује XXВ за 25 година службе (требало би да приказује XIV за 14 година од придруживања снагама 1993.).
|  | Орден америчке заставе                           |
|  | Орден Светског трговинског центра                |
|  | Награда за изврсно обављање полицијских дужности |
|  | Награда за одличну полицијску дужност            |
|  | Орден за делотворност                            |